# Maria João Bastos
Maria João David da Silva Bastos (Vila Franca de Xira, Vila Franca de Xira, 18 de junho de 1975), é uma atriz portuguesa. 

## Biografia
Nasceu às 13 horas e 45 minutos, filha de Jaime da Silva Bastos (Lisboa, Socorro) e de sua mulher Maria Matilde Ramalho David (Benavente, Benavente), residentes no Bairro de Santa Cruz, em Benavente, neta paterna de Manuel Marques Bastos e de sua mulher Maria da Silva e neta materna de Fernando David e de sua mulher Guilhermina Perpétua Ramalho.
Realizou um curso de Inglês em Inglaterra (1993), um curso de casting e vídeo e de manequim na Visual LX (1994) e um curso de teatro, cinema e televisão em Nova York (2000). É licenciada em Ciências da Comunicação pela Universidade Independente de Lisboa. Assinou em 2007, um contrato de exclusividade com a estação de televisão portuguesa, TVI.
É embaixadora da marca de automóveis Jaguar, e representante da marca italiana Furla, em Portugal. A sua personagem "Liliane Marise", na novela Destinos Cruzados, foi tão marcante que lançou um CD que alcançou o N.º 1 no top de Portugal. Encarnando esta mesma personagem, também deu um concerto no MEO Arena, em Lisboa, em outubro de 2013, e outro em Guimarães, no mesmo mês. Em 2015 foi jurada do programa Ídolos na SIC.

## Filmografia

### Televisão
| Ano         | Projeto                        | Papel                                                 | Notas                                                | Canal      |
| ----------- | ------------------------------ | ----------------------------------------------------- | ---------------------------------------------------- | ---------- |
| 1992 - 1993 | Cinzas                         | Maria João                                            | Elenco Principal                                     | RTP1       |
| 1996        | Desafios                       | Ela própria                                           | Apresentadora, ao lado de Fernanda Serrano           | TVI        |
| 1999        | Todo o Tempo do Mundo          | Marta Campos                                          | Elenco Principal                                     | TVI        |
| 1999        | Médico de Família              | rapariga da agência                                   | Participação Especial                                | SIC        |
| 2000        | Alta Fidelidade                | Carla                                                 | Protagonista                                         | SIC        |
| 2001        | Cavaleiros de Água Doce        | Susana                                                | Elenco Adicional                                     | SIC        |
| 2001        | Querido Professor              | Catarina                                              | Elenco Principal                                     | SIC        |
| 2001        | Ganância                       | Joana                                                 | Elenco Principal                                     | SIC        |
| 2001        | A Minha Família É uma Animação |                                                       | Participação Especial                                | SIC        |
| 2001        | Segredo de Justiça             | Isabel                                                | Participação Especial                                | RTP1       |
| 2002        | O Clone                        | Amália                                                | Elenco Adicional                                     | Rede Globo |
| 2002 - 2003 | Sabor da Paixão                | Rita Coimbra                                          | Elenco Principal                                     | Rede Globo |
| 2003        | Globos de Ouro                 | Ela Própria                                           | Apresentadora, ao lado de Herman José e Fátima Lopes | SIC        |
| 2004        | Só Gosto de Ti                 | Rita                                                  | Elenco Principal                                     | SIC        |
| 2004        | Sítio do Picapau Amarelo       | Isabel                                                | Elenco Principal                                     | Rede Globo |
| 2005        | O comando                      |                                                       | Participação Especial                                | Rede Globo |
| 2005        | Segredo                        | Suzana                                                | Elenco Principal                                     | RTP1       |
| 2005        | Inspetor Max                   | Mariana                                               | Participação Especial                                | TVI        |
| 2005 - 2006 | Mundo Meu                      | Sofia Salgado                                         | Antagonista                                          | TVI        |
| 2006 - 2007 | Tempo de Viver                 | Raquel Mendes                                         | Co-protagonista                                      | TVI        |
| 2008        | Casos da Vida- Noivas de Maio  | Vitória                                               | Protagonista                                         | TVI        |
| 2008        | Casos da Vida - Casal do Ano   | Susana                                                | Protagonista                                         | TVI        |
| 2008 - 2009 | Equador                        | Ann Jamerson                                          | Protagonista                                         | TVI        |
| 2009        | Flor do Mar                    | Gabriela                                              | Elenco Adicional                                     | TVI        |
| 2010 - 2011 | Sedução                        | Ester Vasconcelos                                     | Elenco Principal                                     | TVI        |
| 2012        | Intriga Fatal                  | Bárbara                                               | Protagonista                                         | TVI        |
| 2013 - 2014 | Destinos Cruzados              | Margarida Isabel Cabreira das Caldas (Liliane Marise) | Coadjuvante                                          | TVI        |
| 2013        | Bairro                         | Diana                                                 | Protagonista                                         | TVI        |
| 2014 - 2015 | Boogie Oogie                   | Diana                                                 | Elenco Principal                                     | Rede Globo |
| 2015        | Ídolos (5.ª temporada)         | Ela Própria                                           | Jurada                                               | SIC        |
| 2015 - 2016 | Coração d'Ouro                 | Beatriz Bacelar Castro de Aguiar                      | Co-Protagonista                                      | SIC        |
| 2017        | Novo Mundo                     | Letícia                                               | Participação Especial                                | Rede Globo |
| 2017 - 2018 | País Irmão                     | Gabriela                                              | Elenco Principal                                     | RTP1       |
| 2018 - 2019 | Três Mulheres                  | Maria Armanda Falcão (Vera Lagoa)                     | Protagonista                                         | RTP1       |
| 2019 - 2020 | Na Corda Bamba                 | Olívia Falcato Galvão                                 | Antagonista                                          | TVI        |
| 2020        | A Espia                        | Rose Lawson                                           | Protagonista                                         | RTP1       |
| 2020 - 2021 | Crónica dos Bons Malandros     | Marlene                                               | Protagonista                                         | RTP1       |
| 2021        | Amor Amor                      | Vanessa da Silva Pinto                                | Antagonista                                          | SIC        |
| 2021        | Estamos em Casa                | Ela própria                                           | Apresentadora                                        | SIC        |
| 2022        | A Rainha e a Bastarda          | Rainha Santa Isabel                                   | Protagonista                                         | RTP1       |
| 2022        | Da Mood                        | Carolina Martins                                      | Protagonista                                         | RTP1       |
| 2023 - 2024 | Flor Sem Tempo                 | Leonor Valente                                        | Co- Protagonista                                     | SIC        |
| 2023        | Motel Valkirias                | Eva Santana                                           | Protagonista                                         | RTP1       |
| 2024        | Matilha                        | Inspetora-chefe                                       | Elenco Principal                                     | RTP1       |

### Cinema
- A Ponte na Califórnia, realização de Pedro Amorim (2016), curta-metragem
- Casanova Variations, realização de Michael Sturminger (2014)
- Bairro, realização de Jorge Cardoso, Lourenço de Mello, José Manuel Fernandes e Ricardo Inácio (2013)
- Linhas de Wellington, realização de Valeria Sarmiento (2012)
- Em Câmara Lenta, realização de Fernando Lopes (2012)
- Intriga Fatal, realização de António Borges Correia (2012), telefilme
- Catarina e os Outros, realização de André Badalo (2011), curta-metragem
- Je M'Appelle Bernadette, realização Jean Sagols (2011)
- A Moral Conjugal, realização de Artur Serra Araújo (2011)
- Mistérios de Lisboa, realização de Raul Ruiz (2010)
- Shoot Me, realização de André Badalo (2009), curta-metragem
- O Último Condenado à Morte, realização de Francisco Manso (2009)
- O Inimigo sem Rosto, realização de José Farinha (2005)
- O Elevador, realização de Patrícia Sequeira (2005), curta-metragem
- O Veneno da Madrugada, realização de Ruy Guerra - Brasil (2005)
- Cavaleiros de Água Doce, realização de Tiago Guedes (2001), telefilme
- Alta Fidelidade, realização de Tiago Guedes e Frederico Serra (2000), telefilme

## Teatro
- O Método de Gronholm, encenação de Virgílio Castelo (2005)

## Streaming
| Ano  | Projeto       | Papel           | Notas            | Canal   |
| ---- | ------------- | --------------- | ---------------- | ------- |
| 2023 | Rabo de Peixe | Inspetora Frias | Elenco Principal | Netflix |

## Apresentação de espectáculos
- Apresentadora do espectáculo Wella, Lisboa (1997)
- Apresentadora da gala Globos de Ouro, SIC (2003)
- Apresentadora da entrega de troféus do desporto nacional, SIC (2004)
- Apresentadora da gala "Fashion Model Awards", FashionTV e SIC (2004)

## Publicidade
- Mustela (1997)
- Mimosa
- TMN
- Optimus
- Daewoo
- Cerveja CoolBeer
- CTT (2004)
- Daníssimo (2005)
- Páginas Amarelas (2005)
- Cerveja Sagres (2013)

## Prémios
Globos de Ouro
| Ano  | Categoria             | Trabalho            | Resultado |
| 2011 | Cinema - Melhor Atriz | Mistérios de Lisboa | Venceu    |

Troféus de Televisão TV 7 Dias/Impala
| Ano  | Categoria             | Resultado |
| 2021 | Séries - Melhor Atriz | Indicado  |